# Polska Wieś (powiat gnieźnieński)

Niemiecka mapa gminy Kłecko z 1919r, miejscowość Polska Wieś została zaznaczona jako Paulsdorf

Polska Wieś (niem. Paulsdorf) – wieś w Polsce położona w województwie wielkopolskim, w powiecie gnieźnieńskim, w gminie Kłecko, na północ od Kłecka. Według Narodowego Spisu Powszechnego z 2021 roku Polską Wieś zamieszkiwało 242 mieszkańców, z czego 49,6% stanowiły kobiety, a 50,4% mężczyźni. 
W latach 1975–1998 miejscowość należała administracyjnie do województwa poznańskiego.

## Historia
Polska Wieś była jedną z nielicznych wsi lokowanych w średniowieczu na tzw. prawie polskim (wówczas zdecydowanie bardziej popularna była lokacja na prawie niemieckim). Miejscowość wchodziła w skład starostwa kłeckiego, utworzonego w wyniku podziału starostwa średzkiego. W 1428 roku kanonik gnieźnieński Paweł Giżycki sprzedaje za sumę 26 grzywien dziesięciny Polskiej Wsi Wierzbiecie, dziedzicowi pochodzącemu z Chrośna. Dwa lata później miejscowość zostaje zakupiona przez mieszczan kłeckich za sumę 17 grzywien. W latach 1580–1620 wieś należała do rodu Czarnkowskich. Od XV wieku do roku 1768 miejscowość składała dziesięcinę do Kłecka, w 1771r. wieś składała już dziesięcinę snopową proboszczom parafii św. Jerzego w Gnieźnie, a jej właścicielem był wówczas Antoni Mirosławski. Pod koniec XIX wieku właścicielem miejscowości był Stanisław Fischbach. W spisie z 1889 roku wieś występuje jako własność niemiecka. 09.04.1868 roku Polska Wieś stała się częścią gminy miejskiej Kłecko (Stadtgemeide Kłecko). 18 marca1908 roku od miejscowości odłączony został tzw. Folwark Polska Wieś (Gutsbezirke Paulsdorf). Został on następnie przyłączony do Wilkowyji tworząc w ten sposób osadę Neu Paulsdorf. Od 04.09.1901 roku do czasu przyłączenia Wielkopolski do państwa polskiego oraz w czasie okupacji niemieckiej wieś nosiła niemiecką nazwę Paulsdorf. 

## Ciekawostki
- W miejscowości znajduje się park wiejski o powierzchni około 1 ha, z charakterystyczną grupą dębów oraz aleją lipową[15].
- Według Słownika geograficznego Królestwa Polskiego z 1894 roku wieś zamieszkiwało 219 osób, z czego 172 mieszkańców było wyznania katolickiego, a 47 protestanckiego. Jej roczny dochód wynosił 1517 marek[9]. W 1910 roku miejscowość liczyła 243 mieszkańców[16][17][13].
- W miejscowości znajdował się pochodzący z XIX wieku drewniany wiatrak (tzw. paltrak). Zabytek uległ zniszczeniu na skutek pożaru w maju 2004 roku[18].

## Urodzeni w Polskiej Wsi
- Wojciech Wydra-Nawrocki – polski samorządowiec, pedagog, powstaniec wielkopolski, wiceburmistrz Nowego Tomyśla(1932-1939), prezydent Gniezna (1947-1950), poseł na Sejm w II RP[19].